# 東京ディズニーランド クール・ザ・ヒート!! 2007
『東京ディズニーランド クール・ザ・ヒート!! 2007』（Tokyo Disneyland Cool The Heat!! 2007）は、2007年7月20日から東京ディズニーランドで開催されているウォータープログラムの中のショー『クール・ザ・ヒート』およびパレード『グーフィーのクールパニック』の音源を収録したアルバムである。

## 解説
- 本作も前年発売された「東京ディズニーランド クール・ザ・ヒート!!」と同じように、パークで行われる「クール・ザ・ヒート」というショーのミッキーマウス、ミニーマウス、ドナルドダック、Mr.インクレディブルの4バージョンの楽曲を収録している。楽曲自体は昨年発売されたものと同じである。
- そのほかに、本作はボーナストラックとして『ウォータープログラム』の期間中に行われるパレード「グーフィーのクールパニック」の楽曲が収録されている。これは、前年のCDには収録されておらず（パレード自体は昨年から行われていた）、初収録となる。
- CDのタイトルは「クール・ザ・ヒート!!」であるが、実際に行われるショーのタイトルは感嘆符の無い「クール・ザ・ヒート」である。
- CDのジャケットに描かれているロゴも前年のものとは大幅に変更され、よりポップ調のものになった。このロゴはCDジャケットのみに使用されているもので、実際のイベントでは使用されていない。

## 収録曲
1. クール・ザ・ヒート （ミッキー・バージョン）　Cool The Heat (Mickey Version)
  - レッツ・ゲット・ウェット　Let's Get Wet
  - ソーク・イット・アップ　Soak It Up
2. クール・ザ・ヒート （ミニー・バージョン）　Cool The Heat (Minnie Version)
  - レッツ・ゲット・ウェット　Let's Get Wet
  - サマー・ガール　Summer Girl
3. クール・ザ・ヒート （ドナルド・バージョン）　Cool The Heat (Donald Version)
  - レッツ・ゲット・ウェット　Let's Get Wet
  - パンプ・アップ　Pump Up
4. クール・ザ・ヒート （Mr.インクレディブル・バージョン）　Cool The Heat (Mr. Incredible Version)
  - レッツ・ゲット・ウェット　Let's Get Wet
  - 栄光の日々　The Glory Days
  - カートゥーン・ヒーローズ　Cartoon Heroes
  - マッチョ・マン　Macho Man
  - イエスタデイ・ヒーロー　Yesterday's Hero
  - ヒーロー　Holding Out For A Hero
5. ボーナストラック グーフィーのクールパニック　Goofy's Cool Panic
  - トリックル・トリックル　Trickle Trickle
  - フーズ・ザット・ガール?　Who's That Girl?

## 関連
- 東京ディズニーランド クール・ザ・ヒート!! - 2006年版